# Comuna Studzienice
Comuna Studzienice (poloneză gmina Studzienice) este o comună rurală din powiat-ul bytowski, voievodatul Pomerania, din partea septentrională a Poloniei. Sediul administrativ este satul Studzienice. Conform datelor din 2004 comuna avea 3.343 de locuitori. Întreaga suprafață a comunei Studzienice este 175,96 km².
În comuna sunt 11 sołectwo-uri: Czarna Dąbrowa, Kłączno, Łąkie, Osława Dąbrowa, Półczno, Przewóz, Rabacino, Skwierawy, Sominy, Studzienice și Ugoszcz. Comuna învecinează cu trei comune ale powiat-ului bytowski (Parchowo, Bytów și Lipnica), o comună a powiat-ului chojnicki (Brusy) și două comune ale powiat-ului kościerski (Dziemiany și Lipusz).
Înainte de reforma administrativă a Poloniei din 1999, comuna Studzienice a aparținut voievodatului Słupsk.